# Christian von Fintel
Christian von Fintel (Bad Salzungen, 28 aprile 1990) è un cestista tedesco.

## Palmarès
- Coppa d'Austria: 1

Wels: 2024